# Skuggan av Henry
Skuggan av Henry är en svensk drama- och thrillerserie från 1986 i regi av Jon Lindström. I rollerna ses bland andra Thomas Hellberg, Jösta Hagelbäck och Stina Ekblad.

## Handling
De svenska IB-agenterna Henry Malm och Rikard Ramberg beger sig till den finsk-ryska gränsen för att där ta emot en KGB-agent som vill hoppa av. Henry försvinner dock plötsligt och Rikard blir indragen i ett internationellt politiskt spel där CIA och KGB är huvudaktörer.

## Rollista
- Thomas Hellberg – Rikard Ramberg, kapten vid Fst/SÄK
- Jösta Hagelbäck – Henry Malm, Rickards kollega
- Stina Ekblad – Helena Wejrech, flykting från Tjeckoslovakien
- Jessica Zandén – Marcelle
- Tomas Laustiola – Misja, rysk KGB-general
- Frej Lindqvist – överste Boberg vid Fst/SÄK
- Heinz Hopf – "den intellektuelle", agent
- Håkan Serner – Bertil, svensk agent i Berlin
- Walter Gotell – Efraim Grüner, gangster
- Jan Dolata – rysk överste i KGB
- Anna Godenius – Karin Ramberg, Rickards f.d. fru
- Jonas Bergström – Runesson, Bobergs assistent
- Hans Bendrik – äldre privatdetektiv
- Mats Olof Olsson – yngre privatdetektiv
- Kåre Santesson – finsk läkare
- Joyce Atieno Turvey – Lollo, sexklubbsartist i Berlin
- Björn Lövgren	– säkerhetsman

## Om serien
Serien bygger på romanerna Mannen som kallade sig Wall och Skuggan av Henry av Claes Brenman, vilka omarbetades till TV-seriemanus av Mats Olof Olsson. Serien producerades av Jan Marnell för Sveriges Television AB TV1. Den fotades av Peter Mokrosinski och klipptes av Leon Flamholc. Musiken komponerades av Ragnar Grippe och scenograf var Tore Blomberg. Serien visades tre dagar i följd mellan den 6 och 8 januari 1986. Alla avsnitten gavs ut på en VHS-kassett ifrån Wendros.